# Gerd Flajs

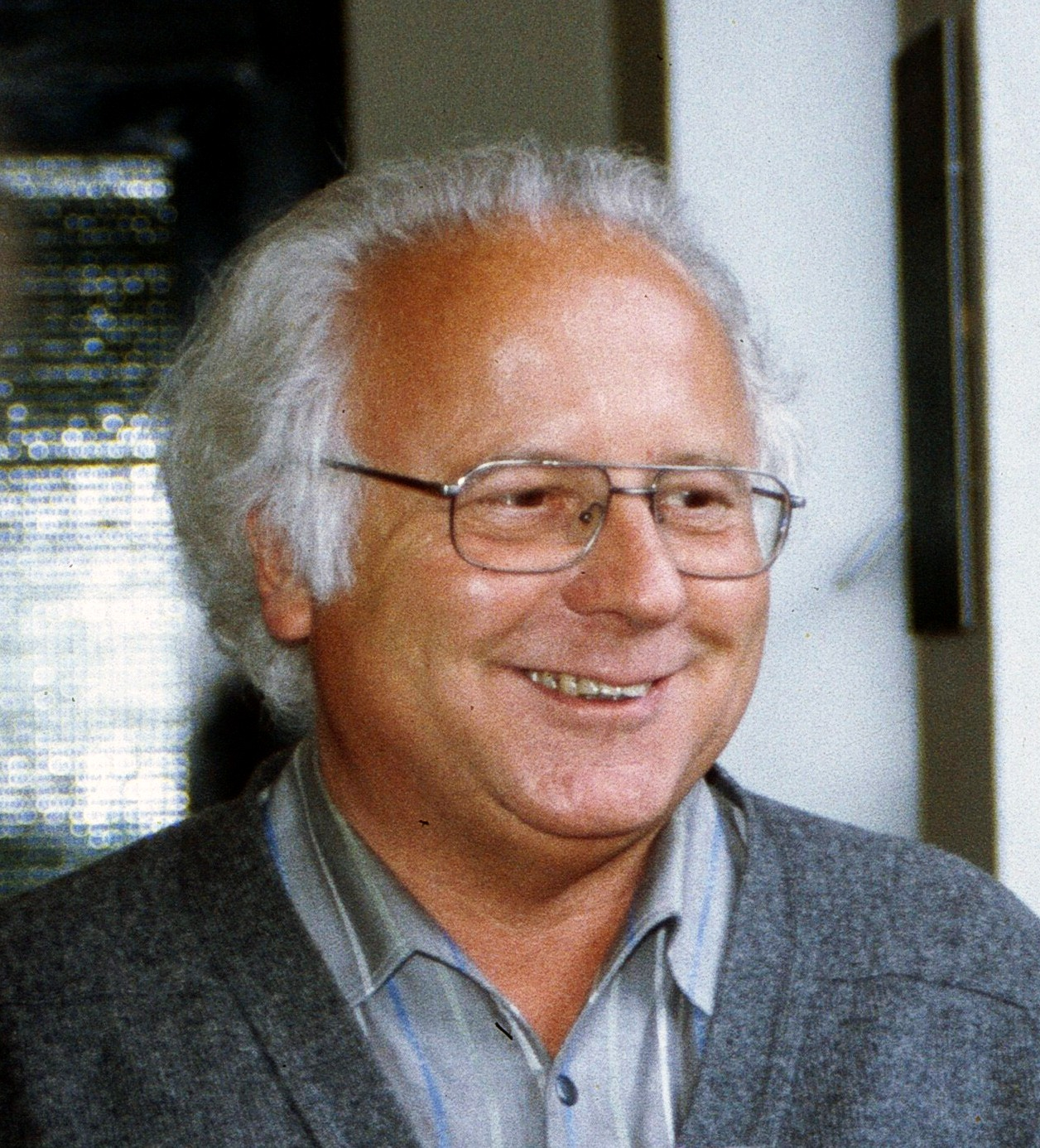
Gerd Flajs (1995)

Gerd Flajs (* 7. Jänner 1942 in Leoben) ist ein österreichischer Paläontologe.
Flajs studierte an der Universität Graz, wo er 1966 zum Dr. phil. promoviert wurde. Von 1963 bis 1966 war er an der Lehrkanzel für Paläontologie und Historische Geologie der Universität Graz als wissenschaftliche Hilfskraft angestellt. 1966 wurde er Universitätsassistent am Paläontologischen Institut der Universität Bonn. Später lehrte er als Professor am Lehrstuhl für Geologie und Paläontologie der RWTH Aachen.
Flajs erforscht unter anderem Conodonten und die Mikrostruktur von Hartteilen.

## Veröffentlichungen (Auswahl)
- Conodontenstratigraphische Untersuchungen im Raum Eisenerz, Nördliche Grauwackenzone. Mitt., 59, Wien (1966) 1967, S. 157–212 (zobodat.at [PDF; 4,6 MB]).
- mit Walter Gräf: Ludlow-Conodonten aus einem Kalkgeröll der Kainacher Gosau. Verhandlungen der Geologischen Bundesanstalt 1966, S. 170–172 (zobodat.at [PDF; 317 kB]).
- mit Erben, Siehl: Über die Schalenstruktur von Monoplacophoren. Abh. Akad. Wiss. u. Lit. Mainz, mathem.-nat. Kl, 1968, Nr. 1, S. 1–24
- mit Helmut W. Flügel: Conodontophorida. Catalogus Fossilium Austriae, Wien 1969, S. 1–91
- mit Hans Peter Schönlaub: Bemerkungen zur Geologie um Radmer (Nördliche Grauwackenzone, Steiermark). Verhandlungen der Geologischen Bundesanstalt 1973, S. 245–254 (zobodat.at [PDF; 615 kB]).
- mit Hans Peter Schönlaub: Die Schichtfolge der Nordwand der Hohen Warte (Mt. Coglians) in den Karnischen Alpen (Kärnten). In: Carinthia II. 165_85, 1975, S. 83–96 (zobodat.at [PDF; 3,7 MB]).
- mit Hans Peter Schönlaub: Die biostratigraphische Gliederung des Altpaläozoikums am Polster bei Eisenerz (Nördliche Grauwackenzone, Österreich). Verhandlungen der Geologischen Bundesanstalt 1976, S. 257–303 (zobodat.at [PDF; 2,1 MB]).
- mit Alois Fenninger, Hans-Peter Schönlaub, Hans Ludwig Holzer: Zu den Basisbildungen der Auernigschichten in den Karnischen Alpen (Österreich). Verhandlungen der Geologischen Bundesanstalt 1976, S. 243–255 (zobodat.at [PDF; 802 kB]).
- Conodont Metamorphism: Grain Size-Temperature Relationship. Abhandlungen der Geologischen Bundesanstalt in Wien 35, 1980, S. 213 (zobodat.at [PDF; 274 kB]).
- mit Hans Peter Schönlaub, Friedrich Thalmann: Conodontenstratigraphie am Steirischen Erzberg (Nördliche Grauwackenzone). Jahrbuch der Geologischen Bundesanstalt 123, 1980, S. 169–229 (zobodat.at [PDF; 7,3 MB]).
- mit Hans Peter Schönlaub: Neue Fossilfunde in den westlichen Karnischen Alpen. Jahrbuch der Geologischen Bundesanstalt 136, 1993, S. 233–245 (zobodat.at [PDF; 1,7 MB]).
- mit Hansmartin Hüssner, Alois Fenninger, Bernhard Hubmann: Upper Permian Richthofeniid Buildups of Chios Island (Aegean Sea): Preliminary Report. Jahrbuch der Geologischen Bundesanstalt 139, 1996, S. 21–28 (zobodat.at [PDF; 711 kB]).